# (581) Таунтония
(581) Таунтония (англ. Tauntonia) — крупный астероид Главного пояса, который был открыт 24 декабря 1905 года американским астрономом Джоэлом Меткалфом и назван в честь американского города Таунтон (штат Массачусетс, США), откуда первооткрыватель вёл свои наблюдения.
Астероид принадлежит к большому семейству тёмных астероидов Алауда.

Орбита астероида Таунтония и его положение в Солнечной системе
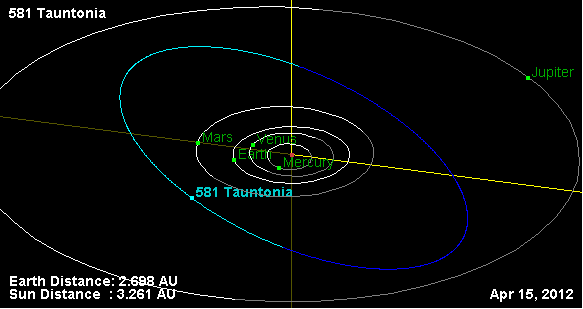
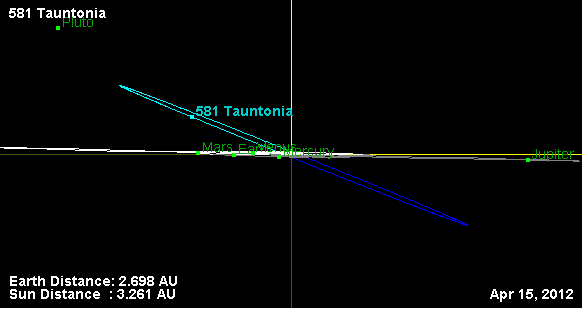